# Панґа (озеро)
Па́нґа (ест. Panga luht, Panga tarn, Panga laht) — природне озеро в Естонії, у волості Ляене-Сааре повіту Сааремаа.

## Розташування
Панґа належить до Західно-острівного суббасейну Західноестонського басейну.
Озеро лежить на південь від села Йиґела.
Акваторія водойми входить до складу заказника Карала-Пілґузе (Karala-Pilguse hoiuala).

## Опис
Загальна площа озера становить 8,6 га. Довжина берегової лінії — 2 400 м.